# Onitis assamensis
Onitis assamensis är en skalbaggsart som beskrevs av Biswas 1980. Onitis assamensis ingår i släktet Onitis och familjen bladhorningar. Inga underarter finns listade i Catalogue of Life.